# Chemillé-Melay
Chemillé-Melay és un antic municipi nou francès, situat al departament de Maine i Loira i a la regió de País del Loira.
L'1 de gener de 2013, es va crea aquest municipi nou per la fusió de dos antics municipis, Chemillé i Melay. La seua seu administrativa era Chemillé. Va existir de 2013 a 2015. L'15 de desembre de 2015, les dues entitats Chemillé et Melay es van fusionar amb Chanzeaux, La Chapelle-Rousselin, Cossé-d'Anjou, La Jumellière, Neuvy-en-Mauges, Sainte-Christine, Saint-Georges-des-Gardes, Saint-Lézin, La Salle-de-Vihiers, La Tourlandry et Valanjou, 13 municipis delegats que conformen el municipi nou de Chemillé-en-Anjou.